# Кокпекти (Хромтауский район)
Кокпекти (каз. Көкпекті, до 2007 г. — Степное) — аул в Хромтауском районе Актюбинской области Казахстана. Входит в состав Тассайского сельского округа. Код КАТО — 156051400.

## Население
В 1999 году население аула составляло 339 человек (176 мужчин и 163 женщины). По данным переписи 2009 года, в ауле проживало 220 человек (111 мужчин и 109 женщин).